# Gisela Uhlen
Gisela Uhlen (Leipzig, 16 mei 1919 – Keulen, 16 januari 2007) was een Duits actrice en danseres. Zij was bekend om haar rol als Oma Inge in de serie Forsthaus Falkenau en als moeder in de film Die Ehe der Maria Braun (1979).  In de DDR vervulde Uhlen talloze theater- en filmrollen. Ze keerde in 1960  terug naar de Bondsrepubliek. 

## Biografie
Gisela Friedlinde Schreck werd in 1919 in Leipzig geboren als vierde kind van de drankenfabrikant en operazanger Augustin Schreck en zijn vrouw Luise Frieda (geboren Richter, 1883-1964). Zijn grootouders van vaderskant waren de hoofdonderwijzer Matthias Schreck en Wilhelmine, geboren Hammer. Volgens verschillende bronnen was de acteur Max Schreck (1879-1936) een broer van haar vader. Hoewel ze dit zelf zou hebben verklaard, heeft onderzoek (onder andere door Max Schreck-biograaf Stefan Eickhoff) geen enkele verwantschap kunnen aantonen tussen de twee families sinds het einde van de 18e eeuw. De voorouders van Gisela Schreck van vaderskant (in eerdere generaties ook Schröck) woonden in Kleinsüßen en Dürnau, die van Max Schreck in Egeln en Wiehe.
Gisela Schreck bezocht op vijfjarige leeftijd de Mary Wigman dansschool voor moderne expressieve dans aan het conservatorium van Leipzig. Op elfjarige leeftijd verliet ze haar ouderlijk huis en reisde van Leipzig naar Hamburg. Later leerde ze klassiek ballet en acrobatiek. Rond haar 15e trad ze in het geheim op in cabarets in Leipzig. In deze periode besloot ze actrice te worden. Ze koos het pseudoniem Gisela Uhlen. Na haar acteeropleiding bij Lilly Ackermann (1891-1976) in Berlijn, debuteerde ze in 1936 in de UFA-film Annemarie, waarin ze de hoofdrol als organiste speelde. Ze had veel succes met haar eerste films en werd al snel erg populair. In hetzelfde jaar maakte ze ook haar debuut in het Schauspielhaus Bochum, waar ze werd gecontracteerd door theaterregisseur Saladin Schmitt.
Twee jaar later haalde Heinrich George de actrice naar het Schiller Theater in Berlijn. In hetzelfde jaar speelde ze een Franse actrice als muze van Hendrickje Stoffel in de film Tanz auf dem Vulkan. Ze werd steeds meer een UFA-ster en speelde soldatenbruiden, jonge naïeve vrouwen en zelfs haar eerste karakterrollen. Tijdens de nationaalsocialistische dictatuur verscheen Gisela Uhlen ook verschillende keren in nazi-propagandafilms, zoals in de film Ohm Krüger. Hierin trad ze op als de dochter van de hoofdpersoon. In hetzelfde jaar verscheen ze in de film Die Rothschilds. Haar belangrijkste lidmaatschap was echter bij het Berlijnse Schiller Theater ensemble sinds 1938. In 1942 speelde ze de vrouw van de schilder in de film Eternal Rembrandt. In 1944 stond Uhlen op de gratielijst van het Reichsministeriums für Volksaufklärung und Propaganda.
Na de Tweede Wereldoorlog begon ze ook scenario's te schrijven, maar aanvankelijk acteerde ze vooral in het theater. In 1949 regisseerde ze samen met haar derde man, regisseur Hans Bertram (1906-1993), het filmdrama Eine große Liebe, waarin ze niet alleen de vrouwelijke hoofdrol speelde, maar ook aan het scenario werkte. De film flopte zowel bij het publiek als bij de critici. De film Ein Leben lang, waarvoor ze ook het scenario had geschreven, verging het net zo. Desondanks bleef ze het theater trouw en trad ze de jaren daarna op in Berlijn, Bochum, Frankfurt am Main, Hamburg, München en Stuttgart.
Vanwege een juridisch geschil met Bertram over de voogdij van hun dochter Barbara, vluchtte ze op 22 april 1954 naar Oost-Berlijn via Zwitserland, waar ze gastoptredens gaf in het Stadttheater Basel en het Schauspielhaus Zürich. In Oost-Berlijn speelde ze in het Deutsches Theater, het Maxim Gorki Theater en de Berlijnse Volksbühne. Ze werd ook filmster in het DEFA in Potsdam-Babelsberg. Ze trouwde voor de vijfde keer, deze keer met DEFA regisseur Herbert Ballmann, in wiens filmproducties ze verschillende keren optrad. In 1960 keerde Uhlen terug naar West-Duitsland, waar ze opnieuw werd geëngageerd door Boleslaw Barlog in het Schiller Theater. In de jaren 1960 speelde ze in drie films van Edgar Wallace, waaronder Die Tür mit den sieben Schlössern. In 1979 castte Rainer Werner Fassbinder haar met succes als de moeder in Die Ehe der Maria Braun. Voor deze rol kreeg ze in 1979 de Bundesfilmpreis in Gold. In deze periode schreef ze haar eerste memoires, die in 1978 werden gepubliceerd onder de titel Mein Glashaus.
Aan het begin van de jaren 1980 richtte ze de Wanderbühne Gisela Uhlen op, waar ze samen met haar dochter Susanne optrad in onder andere het drama Gespenster. Ze werd pas laat populair door het succes van de televisieserie Forsthaus Falkenau in het begin van de jaren 1990. Ze was ook een regelmatige gast in misdaadseries zoals Derrick. Ze veroorzaakte in 1991 een schandaal in Zürich toen ze de acteur Oskar Werner (1922-1984) imiteerde in een toneelstuk. Het jaar daarop verscheen ze in de film Toto, de held van Jaco van Dormael. In de jaren daarna werden nog twee memoires van Gisela Uhlen gepubliceerd. Eind 2005 schonk ze een deel van haar privécollectie foto's, krantenartikelen en filmaccessoires aan het Filmmuseum Potsdam voor bewaring en gebruik.
Gisela Uhlen legde haar memoires vast in drie boeken. Het eerste boek Mein Glashaus verscheen in 1978, het tweede Meine Droge ist das Leben in 1993 en het derde Umarmungen und Enthüllungen. Collages van een leven in 2002. 

## Privéleven en overlijden
Gisela Uhlen was zes keer getrouwd. Haar eerste huwelijk was met balletmeester Herbert Freund (1903-1988). Haar tweede huwelijk was met de regisseur Kurt Wessels. Haar derde huwelijk was met de piloot en regisseur Hans Bertram (1906-1993). Uit dit huwelijk met Bertram werd hun dochter Barbara Bertram (1945-2023) geboren. In 1953 trouwde ze voor de vierde keer met de acteur Wolfgang Kieling (1924-1985). Op 17 januari 1955 werd hun tweede dochter Susanne Uhlen geboren, die ook actrice zou worden. Haar vijfde huwelijk was met regisseur Herbert Ballmann (1924-2004), met wie ze samenwerkte in de DDR-film Das Traumschiff. Haar laatste huwelijk was met geluidstechnicus Beat Hodel, van wie ze ook in 1985 scheidde.
De laatste jaren van haar leven bracht ze in afzondering door in Keulen. Ze kreeg longkanker en overleed daar na een lang ziekbed op 16 januari 2007. Ze werd begraven op de begraafplaats Melaten (lit. D, tussen lit. V+W), in de directe omgeving van Gunther Philipp, die tot zijn dood haar man speelde in de serie Forsthaus Falkenau. Gisela Uhlen overleed op 87-jarige leeftijd aan de gevolgen van longkanker.

## Filmografie
- 1936: Annemarie. Die Geschichte einer jungen Liebe
- 1938: Der Tanz auf dem Vulkan
- 1938: Liebelei und Liebe
- 1939: Mann für Mann
- 1939: Morgen werde ich verhaftet
- 1939: Der letzte Appell (onvoltooid)
- 1940: Zwischen Hamburg und Haiti
- 1940: Die unvollkommene Liebe
- 1940: Die Rothschilds
- 1941: Ohm Kruger
- 1942: Der 5. Juni
- 1942: Rembrandt, in de rol van Hendrickje Stoffels
- 1942: Zwischen Himmel und Erde
- 1942: Schicksal
- 1943: Die beiden Schwestern
- 1943: Symphonie eines Lebens
- 1944: Die Zaubergeige
- 1945: Der stumme Gast
- 1949: Eine große Liebe
- 1950: Der fallende Stern
- 1951: Der schweigende Mund
- 1952: Türme des Schweigens
- 1955: Robert Mayer - Der Arzt aus Heilbronn
- 1956: Das Traumschiff
- 1956: Mirandolina
- 1957: Herr Lamberthier
- 1958: Emilia Galotti
- 1958: Der Prozeß wird vertagt
- 1959: Reifender Sommer
- 1960: Mit 17 weint man nicht
- 1962: The Door with Seven Locks
- 1962: Das Mädchen und der Staatsanwalt
- 1962: Die kleinen Füchse
- 1962: Die Tür mit den sieben Schlössern
- 1963: Das indische Tuch
- 1964: Der Mitternachtsmarkt
- 1964: Ein Leben lang
- 1965: Ferien mit Piroschka
- 1965: Die eigenen vier Wände
- 1965: Hotel der toten Gäste
- 1966: The Hunchback of Soho
- 1968: Lady Hamilton - Zwischen Schmach und Liebe
- 1968: Mathilde Möhring
- 1968: Herr Hesselbach und der Graf von Hesselbach
- 1969: Hôtel du commerce
- 1969: Dr. Fabian: Laughing Is the Best Medicine
- 1970: Cher Antoine oder Die verfehlte Liebe
- 1972: Frau Jenny Treibel
- 1974: Drei Männer im Schnee
- 1974: Die Kinder Edouards
- 1975: Bis zur bitteren Neige
- 1975: Ludwig Ganghofer: Der Edelweißkönig
- 1976: Die Hellseherin
- 1977: Frauen in New York
- 1979: Die Ehe der Maria Braun
- 1982: Meister Eder und sein Pumuckl
- 1982: Wir haben uns doch mal geliebt
- 1991: Das größte Fest des Jahres - Weihnachten bei unseren Fernsehfamilien
- 1991: Toto le héros
- 1992: Zürich - Transit
- 1996: Edgar Wallace - Die Katze von Kensington
- 1997: Der Coup
- 2002: Edgar Wallace - Das Haus der toten Augen

## Televisie

### Televisiefilms
- 1953: Das Lächeln der Gioconda
- 1960: Der Groß-Cophta
- 1961: Ruf zur Leidenschaft
- 1961: 1913
- 1961: Biographie und Liebe
- 1961: Die kleine Füchse
- 1962: Der Gärtner von Toulouse
- 1962: Sind wir das nicht alle?
- 1963: Dr. Joanna Marlowe
- 1963: Aufstand der Gehorsamen
- 1964: Der Apoll von Bellac
- 1964: II Eurydike
- 1964: König Richard III (tweedeler)
- 1964: Der Mann nebenan
- 1964: Der Mitternachtsmarkt
- 1966: Geschlossene Gesellschaft
- 1966: Kein Freibrief für Mord
- 1966: Unser Sohn Nicki
- 1967: Der schöne Gleichgültige
- 1967: Der Panamaskandal
- 1969: Die Zimmerschlacht
- 1971: Leiche gesucht
- 1972: Ferdinand Lassalle
- 1973: Besuch im Landhaus
- 1983: Die zweite Frau

### Televisieseries
- 1964: Das Kriminalmuseum - Der Schlüssel
- 1965: Der seidene Schuh
- 1967: Das Kriminalmuseum - Teerosen
- 1967: Der Tod läuft hinterher (driedelig)
- 1967: Die Firma Hesselbach
- 1967: Polizeifunk ruft - Zwei Promille
- 1968: Das Kriminalmuseum: Die Reifenspur
- 1970: Der Kommissar - In letzter Minute
- 1971: Hei-Wi-Tip-Top
- 1975: Tatort - Als gestohlen gemeldet
- 1976: Tatort - Zwei Leben
- 1976: Lobster - Stirb!
- 1977: Polizeiinspektion 1 - Weiberleut
- 1978: Derrick - Ute und Manuela
- 1980: Derrick - Die Entscheidung
- 1982: Meister Eder und sein Pumuckl
- 1986: Der Alte - Falsch verbunden
- 1986: Engels & Consorten
- 1989-2006: Forsthaus Falkenau (73 afleveringen)
- 1990: Ein Heim für Tiere - Der Rabe und das Äffchen
- 1990: Derrick - Solo für Vier
- 1992-1995: Der Landarzt (5 afleveringen)
- 1992: Wolff's Turf
- 1992: Ein Fall für zwei
- 1996: Kommissar Rex - Unter Hypnose
- 2000: Die Rettungsflieger
- 2002: SOKO Kitzbühel - Wilderer

## Theaterrollen
- 1953: Minna von Barnhelm van Gotthold Ephraim Lessing
- 1957: Lysistrata naar Aristophanes
- 1958: Die Dreigroschenoper van Bertolt Brecht
- 1962: Die kleinen Füchse van Lillian Hellman
- 1964: Der Mann von nebenan van Norman Ginsbury
- 1964: Ein Leben lang van William Saroyan
- 1966: Geschlossene Gesellschaft van Jean-Paul Sartre
- 1969: Die Zimmerschlacht van Martin Walser
- 1972: Heiraten van George Bernard Shaw
- 1974: Das Mißverständnis van Albert Camus
- 1976: Frauen in New York van Clare Booth
- 1977: Marie Tudor van Victor Hugo
- 1977: Wer hat Angst vor Virginia Woolf? van Edward Albee
- 1984: Der Besuch der alten Dame van Friedrich Dürrenmatt
- 1986: Die Irre von Chaillot van Jean Giraudoux
- 1990: Die Physiker van Friedrich Dürrenmatt
- 1992: Die Glasmenagerie van Tennessee Williams
- 1993: Hedda Gabler van Henrik Ibsen
- 1997: Mord im Pfarrhaus van Agatha Christie

## Hoorspel
- 1957: Hans J. Rehfisch: Oberst Chabert (Diane) – Regie: Hans Busse (DDR-radio)

## Autobiografieën
- 1978: Mein Glashaus, Roman eines Lebens
- 1993: Meine Droge ist das Leben
- 2002: Umarmungen und Enthüllungen, Collage eines Lebens